# Oropesa
Ne doit pas être confondu avec Oropesa del Mar.
Pour les articles homonymes, voir Oropesa (homonymie).
Oropesa est une commune d'Espagne de la province de Tolède dans la communauté autonome de Castille-La Manche. Elle est surtout connue pour son château construit en 1402, qui était autrefois la résidence d'une famille noble de Tolède.

## Administration
| Période                                  | Période | Identité | Étiquette | Qualité |
| ---------------------------------------- | ------- | -------- | --------- | ------- |
|                                          |         |          |           |         |
| Les données manquantes sont à compléter. |         |          |           |         |